# アン・ハミルトン (第3代ハミルトン女公爵)

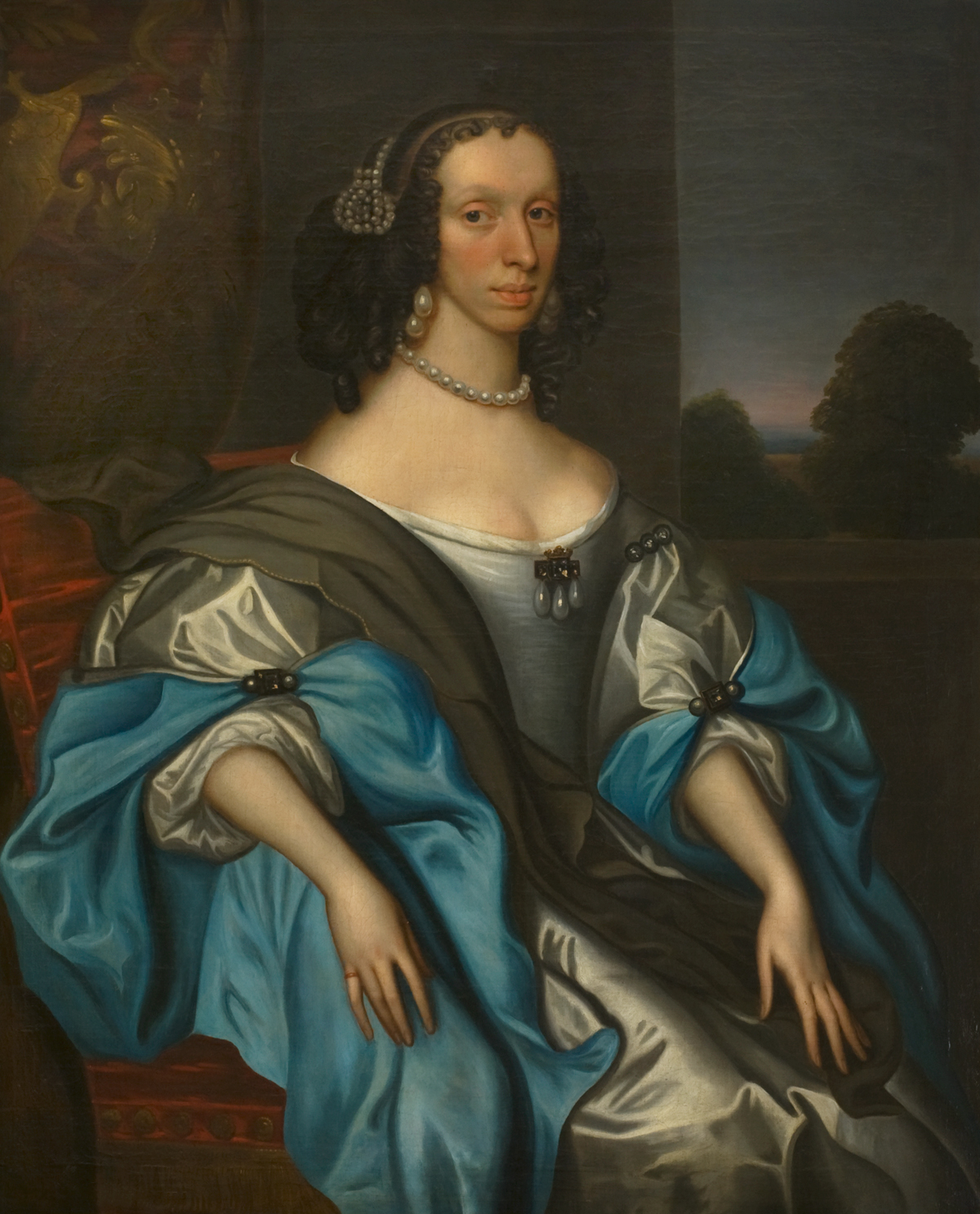
デイヴィッド・スコーガルによる肖像画。

第3代ハミルトン女公爵アン・ハミルトン（英語: Anne Hamilton, 3rd Duchess of Hamilton、1632年1月16日 – 1716年10月17日）は、イギリスの貴族。清教徒革命と王政復古から名誉革命、1707年合同法によるグレートブリテン王国成立、ハノーヴァー朝成立までという激動の時代にあって、一時は没収の憂き目にあったスコットランドの広大な領地を取り戻し、債務を返済した上で発展にも寄与した。

## 生涯

### 出生から遺産継承まで
初代ハミルトン公爵ジェイムズ・ハミルトンと妻マーガレット（Margaret、1613年ごろ – 1638年5月10日、旧姓フィールディング（Feilding）、初代デンビー伯爵ウィリアム・フィールディングの娘）の娘として、1632年1月16日にホワイトホールのウォリングフォード・ハウス（Wallingford House）で生まれた。生まれた時点で父がプロテスタント側の軍人として三十年戦争に参戦していたため、国王チャールズ1世がアンの洗礼式で名付け親を務めた。姉が1人、妹が1人、弟が3人いたが、全員病弱であり、公爵は子女の健康のためにチェルシーに引っ越したが、結局弟3人は1640年までに全員が夭折、アンの母も度重なる出産が祟って1638年に病死した。本来ならば父の死後はアンが遺産を継承するはずであるが、イングランド内戦という難しい時期にあり、ハミルトン公爵は自身の継承者が男性であるべきとして弟ウィリアムが爵位と遺産を継承するよう手配した。その後、アーガイル侯爵家との縁談が破談になると、公爵はアンをラナークシャーのハミルトン・パレスにいる祖母アンのもとに送った。アンの祖母は結婚以降領地管理に勤しんでおり、アンにも貴族令嬢として適切な教育を与えた。
アンの祖母が1647年に死去した後、アンは引き続きハミルトン・パレスに残った。1649年3月9日に父が処刑されると、大陸ヨーロッパに逃亡した叔父ウィリアムの助言に従ってハミルトン・パレスに残り、ウィリアムは遺言状をしたためて遺産を自身の娘ではなくアンに与えた。1651年9月3日にウィリアムがウスターの戦いで戦死すると、アンはハミルトン公爵位の特別残余権（special remainder）の規定に基づき爵位を継承した。アンは莫大な財産を継承したが、父と叔父が内戦で借金を重ね、ハミルトン家の領地が一部没収されてオリバー・クロムウェルの配下に与えられた上、親族で男系相続人にあたる第2代アバコーン伯爵ジェームズ・ハミルトンが領地の継承権を主張してきたため窮地に陥った。

### 結婚生活

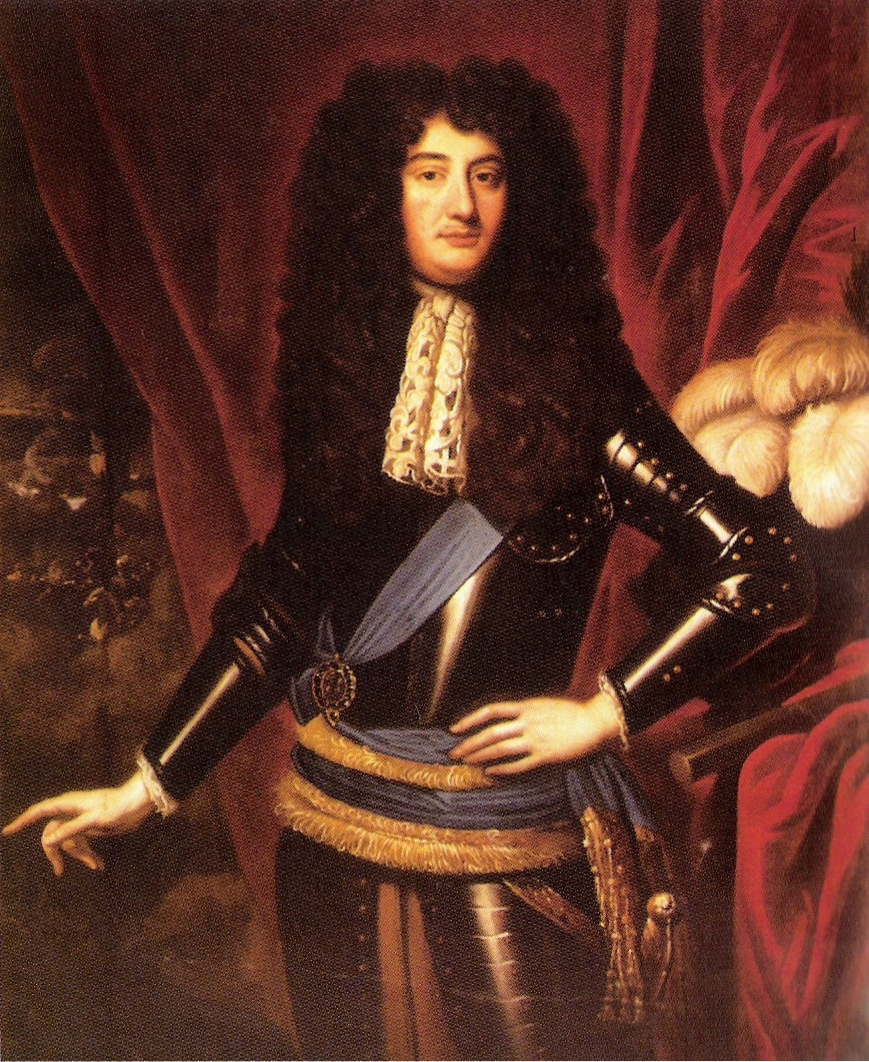
夫ウィリアムの肖像画、ゴドフリー・ネラー画。

1656年4月29日に初代セルカーク伯爵ウィリアム・ダグラス（1634年12月24日 – 1694年4月18日）と結婚、7男4女をもうけた。
- メアリー（1657年4月30日[4] – 1683年以前[3]）
- ジェイムズ（1658年4月11日 – 1712年11月15日） - 第4代ハミルトン公爵[1]
- ウィリアム（1688年までに没）
- キャサリン（1662年10月24日洗礼 – 1707年1月11日） - 1683年4月24日、初代アソル公爵ジョン・マレー（1724年11月14日没）と結婚、子供あり[4][3]
- チャールズ（1663年2月3日 – 1739年3月13日） - 第2代セルカーク伯爵[3]
- ジョン（1665年1月26日洗礼 – 1744年12月3日） - 初代ラグラン伯爵、第3代セルカーク伯爵[3]
- ジョージ（1666年2月9日洗礼 – 1737年1月29日） - 初代オークニー伯爵[3]
- スザンナ（1737年2月7日没） - 1684年11月、第2代ダンドナルド伯爵ジョン・コクラン（1690年5月16日没）と結婚、子供あり。1694年ごろ、第3代ツィードデール侯爵チャールズ・ヘイ（英語版）（1715年12月15日没）と再婚、子供あり[4][3]
- マーガレット（1731年12月6日没） - 1687年2月5日、第4代パンミュア伯爵ジェームズ・モール（1723年4月22日没）と結婚、子供なし[4][3]
- バジル（英語版）（1671年12月16日 – 1701年8月27日） - 1691年、メアリー・ダンバー（Mary Dunbar、1760年5月15日没、デイヴィッド・ダンバーの娘）と結婚、子供あり[3]
- アーチボルド（英語版）（1673年2月17日洗礼 – 1754年4月5日） - 海軍軍人。1人目の妻アン（1709年没、第2代シェンフィールドのルーカス男爵チャールズ・ルーカスの娘）との間に子供はいなかった。1718年12月17日にアン・ハミルトン（Anne Hamilton、1719年3月29日没、クロード・ハミルトンの娘）と再婚したが、2人の間に子供はいなかった。1719年9月29日にジェーン・ハミルトン（英語版）（第6代アバコーン伯爵ジェームズ・ハミルトン（英語版）の娘）と再婚、子供あり[5]

セルカーク伯爵はカトリックである初代ダグラス侯爵ウィリアム・ダグラスの息子で、アンは叔父の遺言状によりプロテスタント以外との結婚を禁じられたが、ギルバート・バーネットによればアンはセルカーク伯爵を愛し、セルカーク伯爵もカトリック信仰を捨てることに同意したという。2人はその後1694年にウィリアムが死去するまで30年以上もの間睦まじく過ごした。
セルカーク伯爵には財政の手腕があり、2人は私財を売却して7,000ポンドを得て、それでハミルトン・パレスを買い戻した。イングランド王政復古のあと、チャールズ2世から初代ハミルトン公爵への債務返済として25,000ポンドを与えられた。さらに1660年9月20日にはアンの請願によりセルカーク伯爵を一代限りでスコットランド貴族であるハミルトン公爵に叙した。また、アンは1661年6月15日に爵位を返上して再叙爵を受け、継承順位を自身の男系男子、妹スーザン、ペイズリー卿ジェームズ・ハミルトン、その弟ジョージ、クロフォード伯爵夫人マーガレット（アンの伯母）、およびそれぞれの男系男子と定めた。ハミルトン公爵家の家計は以降も改善を続け、2人は1680年代にはハミルトン・パレスの改築に着手できるようになった。

### 息子との関係
長男ジェイムズはスコットランドに住まず、イングランドで放蕩した生活を送っていた。ジェイムズがアンを説得した結果、1698年7月9日にアンが自身の爵位を返上してジェイムズに与えたとき、ジェイムズはすでに多額の債務を重ねており、アンはジェイムズに爵位だけ与えて、財産は分配しなかった。またアンはスコットランド王国とイングランド王国の合同に反対していたが、ジェイムズは妻がイングランドに多くの領地を有したため反対運動を主導せず、1707年に合同法が成立した後は1712年に死去するまでイングランドで過ごした。

### 最晩年
長男の死後、アンは自室で話もせず数週間過ごしたという。しかし長男の妻は子育てに興味がなく、アンは長男の借金返済、孫たちの教育を一手で担う必要があった。領地管理も続け、アラン島とグレートブリテン島間のフェリー便を設け、アラン島を巡回する説教者や医者を手配し、島の鉱業と塩業発展に寄与した。リンリスゴーシャーのボウネスの設立にもかかわったほか、ハミルトンでは学校と私立救貧院を再建し、毛織工場を設立した。
1716年秋にも領地管理に勤しんだが、短期間の病気を経て10月17日にハミルトン・パレスで死去した。遺言状に基づき、ハミルトンの教区教会で夫の隣に埋葬された。年収7,000ポンド相当の地所がある遺産は孫の第5代ハミルトン公爵ジェームズ・ハミルトンが継承した。

## 関連図書
- Marshall, Rosalind Kay (2000) [1973]. The Days of Duchess Anne: Life in the Household of the Duchess of Hamilton 1656–1716 (英語). Phantassie: Tuckwell Press. ISBN 1-86232-111-6。